# Eskil Lundahl

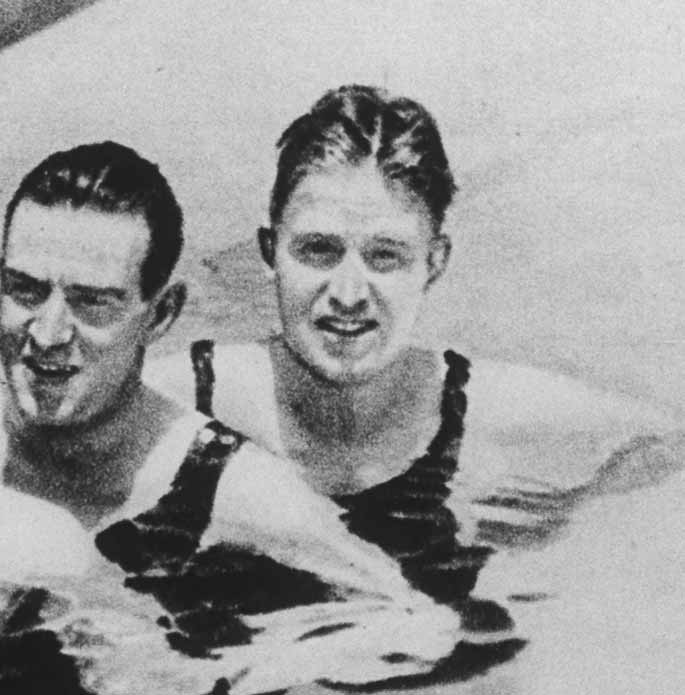
Eskil Lundahl (1932)

Eskil Johannes Lundahl (* 7. September 1905 in Malmö; † 10. November 1992 in Bromma) war ein schwedischer Schwimmer, der bei  Europameisterschaften je eine Gold- und Silbermedaille sowie zwei Bronzemedaillen gewann.

## Karriere
Eskil Lundahl schwamm für den Sim- och Idrottsklubben Hellas aus Nacka.
1926 wurden die Europameisterschaften in Budapest ausgetragen, die ersten Europameisterschaften überhaupt. Über 100 Meter Rücken siegte der Deutsche Gustav Frölich vor dem Ungarn Károly Bartha, für beide wurde eine Zeit von 1:16,0 Minuten gestoppt, in 1:16,1 Minuten wurde Lundahl Dritter. Die schwedische 4-mal-200-Meter-Freistilstaffel mit Åke Borg, Arne Borg, Eskil Lundahl und Georg Werner gewann ebenfalls Bronze hinter den Deutschen und den Ungarn. 1927 bei den Europameisterschaften in Bologna siegte Lundahl über 100 Meter Rücken in 1:17,4 Minuten mit 0,2 Sekunden Vorsprung auf den Ungarn Aladár Bitskey. Die Freistilstaffel mit Åke Borg, Aulo Gustafsson, Eskil Lundahl und Arne Borg belegte den zweiten Platz hinter den Deutschen.
Bei den Olympischen Spielen 1928 in Amsterdam wurde zunächst der Wettbewerb über 100 Meter Rücken ausgetragen, Lundahl schied im Halbfinale aus. Lundahl nahm auch am Wettbewerb über 100 Meter Freistil teil, scheiterte aber hier bereits im Vorlauf. Die 4-mal-200-Meter-Freistilstaffel mit Aulo Gustafsson, Sven Pettersson und Arne Borg war im Finale eine unter sieben Staffeln und belegte den fünften Platz mit 14 Sekunden Rückstand auf die drittplatzierten Kanadier. Vier Jahre später bei den Olympischen Spielen in Los Angeles trat Lundahl noch einmal über 100 Meter Freistil und 100 Meter Rücken an, schied aber jeweils im Vorlauf aus.
Eskil Lundahl schloss 1929 ein Studium als Bauingenieur an der Königlichen Technischen Hochschule in Stockholm ab. Danach arbeitete er einige Jahre bei der Stockholmer Hafenbehörde und wechselte 1939 in ein privates Planungsbüro, in dem er sich auf den Bau von Freibädern spezialisierte. 1948 reichte er zusammen mit Sture Frölén den Entwurf für ein Freibad in Uppsala bei den Olympischen Kunstwettbewerben ein, wurde aber nicht ausgezeichnet. Das Bad wurde 1959 realisiert und ist heute Teil eines größeren Sportkomplexes am Fluss Fyrisån.